# Maria Mendelsonowa
Maria Jankowska-Mendelson, de domo Zalewska, primo voto Jankowska, secundo voto Mendelson (ur. 3 stycznia 1850 w Rotmistrzówce, zm. 22 września 1909 we Lwowie) – polska działaczka socjalistyczna, współzałożycielka kółek socjalistycznych w zaborze pruskim, publicystka i pisarka.

## Życiorys
Urodziła się 3 stycznia 1850 jako najmłodsze dziecko Wincentego Lubicz Zaleskiego oraz Dominiki z Kwiatkowskich, nauczycielki, w ich majątku we wsi Rotmistrzówka w powiece czerkaskim guberni kijowskiej. Została wychowana w światłej i demokratycznej atmosferze. W domu otrzymała staranne wykształcenie, a edukację domową uzupełniały lekcje muzyki pobierane w Kijowie. Na ukształtowanie się jej poglądów i przekonań duży wpływ miał jej starszy brat Aleksander, wówczas student Uniwersytetu w Petersburgu.
Następnie przebywała w Szwajcarii, gdzie pojechała wraz z bratem odbywającym kurację po pobycie w twierdzy Pietropawłowskiej za udział w ulicznej manifestacji antycarskiej w 1861. W 1866 powróciła na wieś, gdzie jesienią tego roku wyszła za mąż za właściciela dóbr, przemysłowca oraz inżyniera agronomii, Władysława Jankowskiego. Zamieszkała wówczas w należącym do majątków męża Chodorowie, w powiecie kaniowskim.
Ze względu na pełnione przez męża funkcje (sekretarz rady gubernialnej, prezes Towarzystwa Cukrowniczego oraz dyrektor Banku Kredytowego w Kijowie) bywała z nim często w Kijowie, gdzie miał on swoją stałą rezydencję. W tym czasie zwiedziła również wszystkie miejsca związane z pobytem Mickiewicza na Krymie. Po urodzeniu dwóch synów zapadła poważnie na zdrowiu i została odsunięta przez rodzinę męża od rządów w domu i wychowania dzieci. Zainteresowała się wówczas literaturą piękną, zwłaszcza rosyjską, a także społeczno-filozoficzną oraz historyczną. Ze względu na uczucie osamotnienia próbowała popełnić samobójstwo. Odratowana postanowiła poświęcić się pracy społecznej. Zaczęła prywatnie studiować medycynę w Kijowie i otaczała opieką lekarską włościan w dobrach męża.
Latem 1872 przebywała na wypoczynku w Szwajcarii i tam wstąpiła do Temple Unique w Genewie, tamtejszej sekcji Międzynarodówki. Odtąd wspierała finansowo tę organizację. Po powrocie, zarówno w Chodorowie, jak i Kijowie weszła w kontakt z przedstawicielami polskiej młodzieży socjalistycznej: Ludwikiem Waryńskim, Aleksandrem Więckowskim, Janem i Alojzym Dłuskimi (ci trzej ostatni byli korepetytorami jej synów) oraz Władysławem Izbickim. Pogłębiała swoje zainteresowanie lekturą i samodzielnie zdobywała wykształcenie ogólne. W 1874 uczestniczyła np. w III Międzynarodowym Kongresie Archeologicznym Kijowie. W latach 1875–1876 w ich domu bywał Waryński, przebywający przymusowo w guberni kijowskiej. Spotykał się tam z Izbickim, Więckowskim oraz Erazmem Kobylańskim i Kazimierzem Hildtem, pracując nad programem polskich socjalistów. Od 1874 pomagała już czynnie ruchowi socjalistycznemu, np. sprawując opiekę nad uwięzionym Kobylańskim we Lwowie, kolportując ulotki czy też pomagając w ucieczce ściganym agitatorom, np. Walerianowi Osińskiemu w Kijowie.
W kwietniu 1878, uciekając przed inwigilacją władz policyjnych w Kijowie, wyjechała do Szwajcarii do St. Moritz. Latem tego roku przybyła do Genewy i weszła w środowisko działaczy patriotycznych i rewolucjonistów polskich oraz rosyjskich. Tam poznała Stanisława Mendelsona. Jesienią powróciła do Kijowa, dokąd w kolejnym roku przybył również Mendelson.
W lutym 1879, po serii aresztowań działaczy socjalistycznych w Krakowie, organizowała pomoc dla uwięzionych, finansowała koszty ich obrony, interweniowała u władz w Wiedniu. Zabiegała też o przychylną opinię prasy. Latem tego roku, wyczerpana tymi wydarzeniami, pojechała na kurację do St. Moritz i Ostendy, gdzie przebywała do jesieni. W tym okresie pozostawała w stałej korespondencji z Mendelsonem. Przy pomocy jego i własnych środków finansowych doprowadziła do  powstania w Genewie drukarni wydającej pierwsze polskie pismo socjalistyczne „Równość” (od 1 października 1879).
Była współtwórczynią I Proletariatu. Po otrzymaniu programu partii Proletariat ona, Mendelson oraz Kazimierz Dłuski i Szymon Dickstein ulegli panującym w Genewie wpływom nurtów anarchistycznych i usunęli z Zasad Socjalno-Rewolucyjnego Stowarzyszenia Polaków fragmenty dotyczące walki politycznej i narodowej. W ten sposób powstał tzw. Program brukselski (jako miejsce jego ogłoszenia wskazywano Brukselę).
Po aresztowaniu Mendelsona w Krakowie wraz z Kazimierzem Dłuskim i Szymonem Dicksteinem (Diksztajnem) sprawowała opiekę nad „Równością”. Zajmowała się również organizowaniem nielegalnego transportu i kolportażem „Równości” na terenie kraju. Zimę 1879/80 spędziła z rodziną w Kijowie. Podczas tego pobytu nawiązała kontakty z tamtejszą Gminą Socjalistów Polskich. w marcu 1880 przebywała ponownie w Krakowie, śledząc przebieg procesu socjalistów. W sierpniu tego roku przybyła do Genewy, dokąd już wcześniej udali się wszyscy socjaliści wydaleni z Austrii po procesie krakowskim, w tym Mendelson. Pod nazwiskiem Zofii Schopar była delegatem „Równości” w rozmowach z warszawską Gminą Socjalistów Polskich, a w styczniu 1881 uczestniczyła w konferencji Gmin w Wilnie.
W końcu marca 1881 została ostrzeżona przed zamierzonym aresztowaniem. Posługując się cudzym paszportem, opuściła Kijów i wyjechała najpierw do Krakowa, gdzie zajmowała się organizacją przerzutów nielegalnej literatury, a następnie w połowie maja udała się do Genewy. Od 3 sierpnia pod nazwiskiem Herminy Jaquer przebywała wraz z Mendelsonem i Kacprem Wrocisławem Truszkowskim w Poznaniu, gdzie podjęli próbę stworzenia ośrodka socjalistycznego. Przy pomocy Józefa Konstantego Janiszewskiego prowadziła działalność agitacyjną i propagandową, głównie wśród robotników fabryki Cegielskiego, organizując m.in. kółka socjalistyczne i nielegalne odczyty.
Wskutek denuncjacji poznańskiego pisma „Orędownik” policja pruska wszczęła energiczne śledztwo przeciwko przybyłej grupie agitatorów. Jankowska wyjechała do Genewy, gdzie przygotowała ulotkę Odpowiedź na denuncjację „Orędownika”, analogiczny tekst zamieszczając w „Przedświcie”. Następnie przyjechała do Torunia, skąd razem z Mendelsonem udali się do Bydgoszczy. Tam zostali oboje aresztowani, a w ręce policji wpadły kompromitujące wydawnictwa, dokumenty i listy. Zostali osadzeni w więzieniu w Poznaniu. Wówczas powstało kilka jej wierszowanych utworów o treści społeczno-rewolucyjnej i patriotycznej, które później weszły w skład pierwszego zbiorku polskiej poezji rewolucyjnej zatytułowanej Czegóż chcą?
W wyniku procesu przed Izbą Karną Sądu Ziemskiego w Poznaniu została skazana na 3 miesiące aresztu z częściowym zaliczeniem pobytu w śledztwie. Stosunkowo łagodny wymiar kary był wynikiem starań Mendelsona i jej ojca. Wpłynął na to również zły stan jej zdrowia (choroba płuc). Została zwolniona z więzienia. Policja carska, prowadząca śledztwo przeciwko gminie w Kijowie i niej samej, domagała się jej deportacji do Rosji. W sprawie jej wydania Rosji interweniował sam Otto von Bismarck, który wywierał nacisk na pruskie Ministerstwo Sprawiedliwości. Ostatecznie jednak udało jej się zbiec z Aleksandrowa Kujawskiego do Belgii, a stamtąd do Paryża, gdzie zamieszkała wraz ze swoim ojcem. Tam ponownie weszła w kręgi polskiej i rosyjskiej emigracji socjalistycznej. Poznała między innymi Piotra Ławrowa i Zofię Krukowską, wybitną matematyczkę. Przebywała głównie w Genewie, finansując edycję „Przedświtu”. Utrzymywała kontakt z Proletariatem w Warszawie. Niemal cały czas podróżowała pomiędzy Paryżem, Genewą i Bernem, gdzie rozpoczęła studia medyczne.
Współpracowała ze Stanisławem Kunickim oraz liczną grupą socjalistów przy wydawaniu „Walki klas” i „Przedświtu”. W marcu 1884 Maria Jankowska przesłała w imieniu Proletariatu Fryderykowi Engelsowi telegram, w którym wyraziła solidarność z grupą socjalistów przebywających w Londynie w pierwszą rocznicę śmierci Karola Marksa. Od tej chwili datuje się korespondencja Jankowskiej z Engelsem, która początkowo była prowadzona w imieniu „Walki klas”, a z czasem przerodziła się w osobistą przyjaźń.
Przez cały czas, mimo bliskiej zażyłości z Mendelsonem, zachowała z mężem relacje oparte na przyjaźni i szacunku. Chociaż jej związek z Mendelsonem naraził ją na niechęć, zarówno rodziny męża, jak i własnej, to jednak nie zerwała z nimi ostatecznie. Nieodwzajemnione uczucie do niej stało się powodem samobójstwa Szymona Diksztajna.
Pod koniec 1884 przeniosła się wraz z Mendelsonem (zwolnionym wówczas z więzienia) i Dębskim już na stałe do Paryża, pozostawiając drukarnię w Genewie. W Paryżu, gdzie kontynuowała studia medyczne, a także nauki ścisłe, przebywała w latach 1885–1890. Był to też okres jej ogromnej aktywności społeczno-rewolucyjnej. Jej mieszkanie przy Avenue l'Observatoire, a od roku 1887 przy bulwarze de Latour-Maubourg, w którym wydawała środowe przyjęcia, było uważane za „salon polityczny czerwonej Europy”. Bywali tam niemal wszyscy wybitni działacze polskiego i międzynarodowego ruchu socjalistycznego, m.in. Ludwik Krzywicki, Witold Piekarski, Stanisław Padlewski, Aleksander Janowicz, Leon Winiarski, Antoni Złotnicki czy Piotr Ławrow, Jerzy Plechanow, Mikołaj Rusanow, Georg Vollmar, Edward Bernstein, August Bebel, Karol Kautsky, Paul Lafargue, Alexandre Millerand, Édouard Vaillant, politycy (Georges Clemenceau), dziennikarze, ludzie nauki i sztuki (Henri Poincaré, Aleksander Rajchman, Władysław Górski czy Gabriela Zapolska).
Po śmierci męża w 1885 czasowo odsunęła się od Mendelsona. Pojawiły się też problemy natury finansowej, skończył się stały dopływ poważnych środków pieniężnych męża. Otrzymywała w tym czasie jedynie zasiłki od ojca, który wkrótce także zmarł. Zimą 1885/1886 przebywała w Genewie, gdzie organizowała akcję wydawniczą poświęconą propagandzie procesu Proletariatu.
W latach 1886–1888 kontaktowała się stale z działaczami polskimi w Rosji, zasilała wydawnictwami ruch socjalistyczny w Galicji i Poznańskiem. W lipcu 1887 wraz z Mendelsonem i Dębskim udali się nielegalnie do Rosji (Ryga, Kowno, Wilno, Petersburg i Kijów), gdzie próbowali odbudować działalność Proletariatu. Uzyskane wówczas znaczne środki finansowe od rodziny męża przeznaczała na cele organizacyjne. W drodze powrotnej z Rosji zatrzymała się w Warszawie, gdzie nawiązała kontakt z przyszłymi twórcami II Proletariatu. We wrześniu 1887 powróciła do Paryża i Genewy, gdzie brała udział w spotkaniu z emisariuszami warszawskimi, m.in. Ludwikiem Kulczyckim. Weszła w skład centralizacji II Proletariatu Paryżu.
W 1889 zdecydowała się, wbrew opinii rodziny, poślubić Stanisława Mendelsona.
Uczestniczka zjazdu socjalistów polskich zaboru rosyjskiego w Paryżu w końcu listopada 1892 roku z ramienia Proletariatu. W 1893 wraz z Mendelsonem osiadła w Galicji, gdzie zaangażowała się w tworzenie ruchu ludowego.

## Odniesienia w kulturze masowej
Jest bohaterką filmu Biały mazur z 1978, w reżyserii Wandy Jakubowskiej. W rolę tę wcieliła się Grażyna Barszczewska.